# Emirates NBD
O Emirates NBD Bank PJSC é um banco do governo de Dubai e é um dos maiores grupos bancários do Oriente Médio em termos de ativos.

## História e perfil
O Emirates NBD foi inicialmente formado como Banco Nacional de Dubai em 19 de Junho de 1963, pelo então governante de Dubai, Sheikh Rashid bin Saeed Al Maktoum, formando o primeiro banco nacional estabelecido em Dubai. O NBD foi fundido com o Emirates Bank International em 6 de março de 2007, as ações da Emirates NBD foram listadas oficialmente no Dubai Financial Market.
Em 31 de dezembro de 2018, o total de ativos era de AED 500,3 bilhões. O Grupo possui operações nos Emirados Árabes Unidos, Egito, Índia, Reino da Arábia Saudita, Cingapura, Reino Unido e escritórios de representação na China e na Indonésia.
Atualmente, mais de 9.000 pessoas, representando 70 nacionalidades, são empregadas pelo Emirates NBD, tornando-o um dos maiores empregadores dos Emirados Árabes Unidos.
Em 8 de novembro de 2017, abriu operações em Mumbai, Índia. A filial de Mumbai marca a quinta filial internacional da Emirates NBD fora de sua rede nos Emirados Árabes Unidos.

## Empresas do grupo Emirates NBD
- PJSC do Emirates NBD Bank
- Emirates Islamic PJSCh
- Gerenciamento de ativos NBD da Emirates
- Emirates NBD Securities
- Network International LLC (49% vendido à AbrCapital em 2010) [1], empresa de processamento e emissão de cartões de crédito e débito.
- ETFS LLC
- Emirates NBD Capital Ltd (DIFC)
- Emirates NBD Trust Company Ltd (Jersey)
- Emirates NBD Capital LLC (KSA)
- Tanfeeth
- Liv. (Banco digital) [2]

## Empresas associadas
- ENBD REIT